# 征服 (MMORPG)
『征服』（せいふく）とは、TQ Digital Entertainmentが開発し、ネットドラゴンが運営しているMMORPGである。
日本版では2005年12月22日から『征服II』にバージョンアップして運用されていた。
日本サーバーは、2013年5月にサービス終了となる。